# Francisco Caballer
Francisco Caballer Soteras (Barcellona, 14 ottobre 1932 – 5 settembre 2011) è stato un hockeista su prato spagnolo.

## Palmarès
- Giochi olimpici

Roma 1960: bronzo.